# Сон лицаря

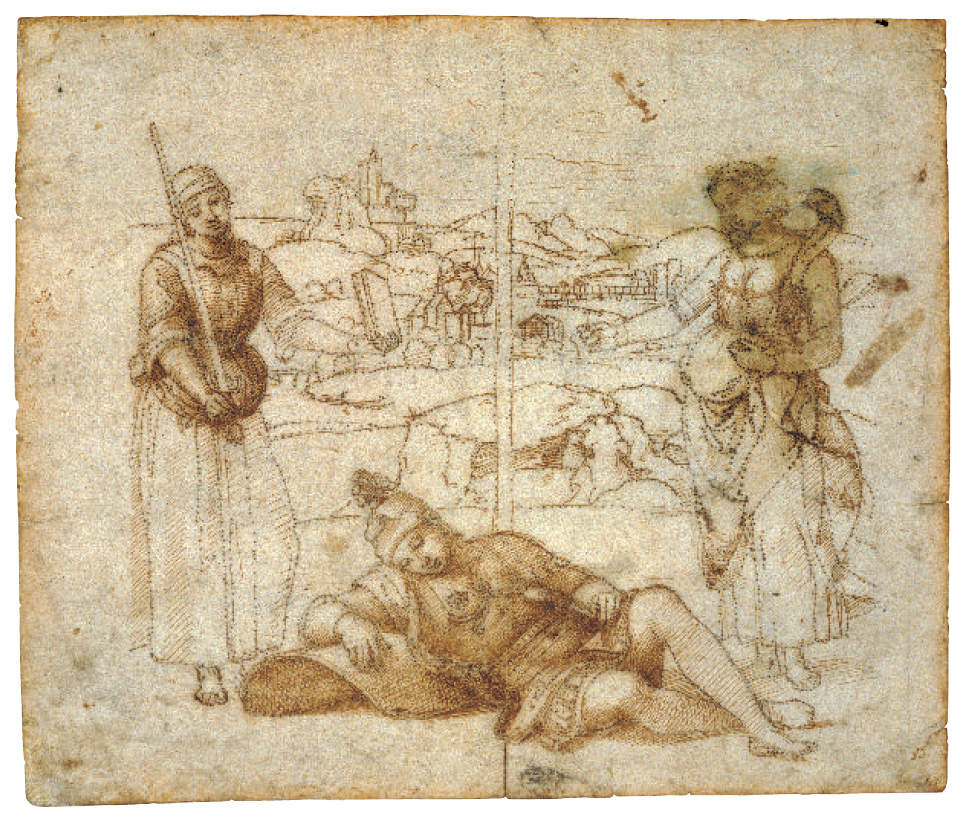
Рафаель, этюд до картини «Сон лицаря» (1504), Британський музей

«Сон лицаря» (чи «Алегорія») — одна з ранніх картин Рафаеля, італійського художника доби Відродження. Зберігається в Національній галереї в Лондоні.

## Опис та інтерпретація
На картині зображений молодий лицар в обладунках, який спить під лавровим деревом в оточенні двох жінок. Одна жінка тримає в руках книгу і меч, інша — квітку. Гірський пейзаж на задньому плані нагадує своїми контурами Урбіно. Ця маленька картина є алегоричним живописом (образним зображенням абстрактної ідеї).
Імовірно, сюжет картини був створений за мотивами епічної поеми «Пуніка» латинського поета Сілія Італіка, яка розповідає історію Другої Пунічної війни. В поемі молодий солдат Сципіон відпочиває в тіні дерева і бачить у видінні двох панянок — Чесноту і її суперницю Насолоду. Чеснота, з чоловікоподібною фігурою і волоссям, що низько по лобі, обіцяє Сципіону пошану і славу завдяки перемозі у війні, але попереджає, що шлях до її цнотливої гірської обителі — крутий та кам'янистий. Насолода, з запашними, плавними локонами і млосними очима, напроти, пропонує життя в легкій безтурботності. У своїй картині Рафаель передає відмінність характерів двох героїнь через їхню зовнішність та одяг. Чеснота розташована ліворуч, одягнена помірковано і її темне волосся покрите, тоді як силует Насолоди — з сукнею, вишукано підтягнутою на стегнах, її світле довге волосся розпущене і прикрашене намистом та квіткою. Скелястий шлях, який пропонує Чеснота, зображений на фоні скелястими височинами і замком на вершині, до якого веде розвідний міст; позаду Насолоди лагідний ландшафт веде до сонячного озера.
Проте, на полотні Рафаеля дві жінки не зображені як суперниці. Замість того, щоб представляти видіння, як моральну дилему, Рафаель показує Чесноту і Насолоду, як рівних. Можливо, книга, меч і квітка, які вони тримають, — це символи вченого, солдата й коханця, чиї якості має поєднувати в собі ідеальний лицар.
На ескізі до картини видно, що Рафаель спочатку задумував Насолоду як спокусливішу, але в готовій картині вона одягнена скромно, що додатково може свідчити про її роль, як лицарського призу — Любові.

## Історія

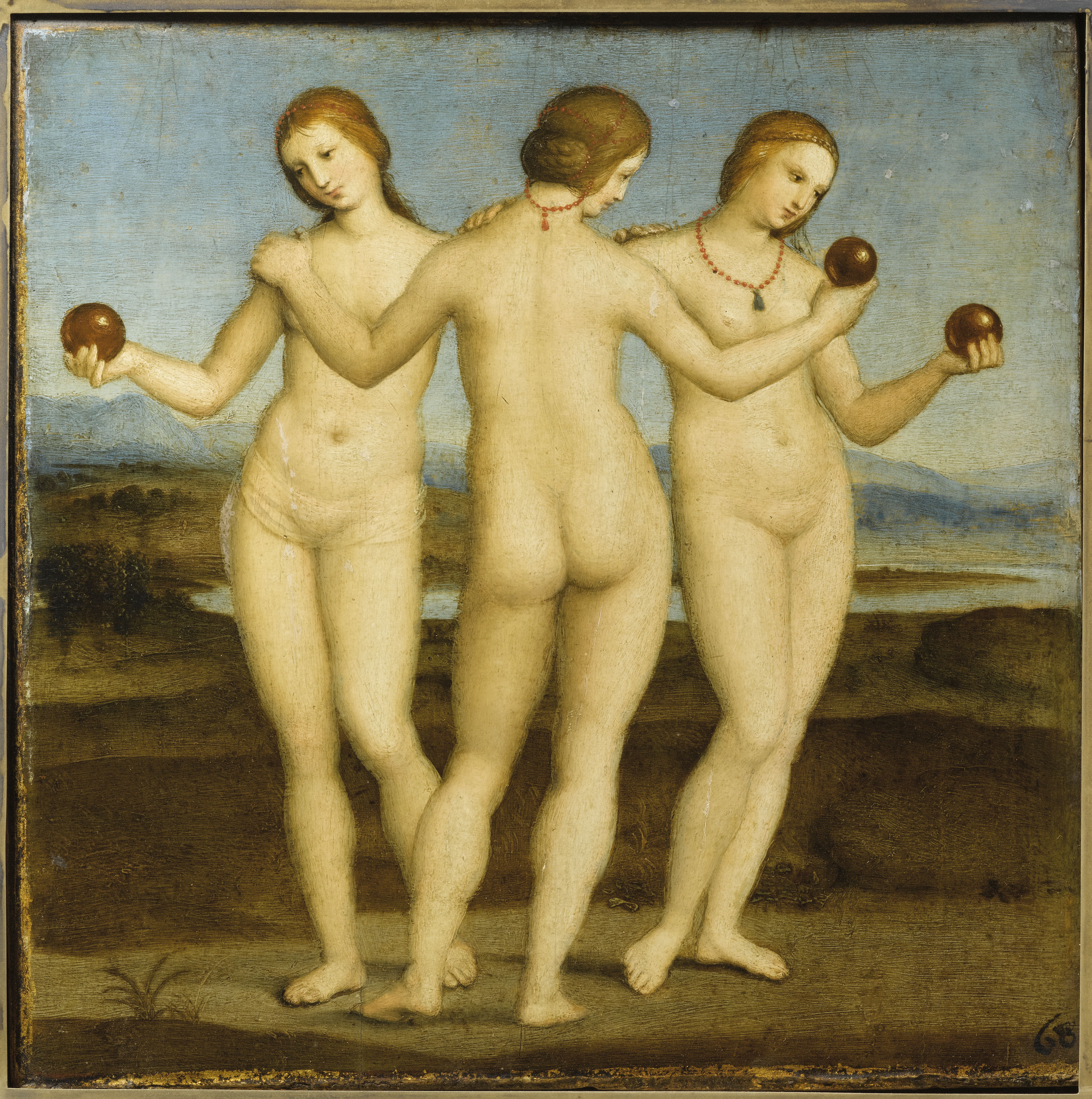
Рафаель, «Три грації»

Такі ж розміри як полотно «Сон лицаря» має інша рання картина Рафаеля «Три грації», яку також зазвичай датують 1504 роком. Історія створення цих двох робіт достеменно не відома. Припускають, що дві картини складали пару і були першою роботою Рафаеля, виконаною на замовлення.
Лондонська Національна галерея придбала картину «Сон лицаря» у 1847 році. Вона була очищена і реставрована у 1985 році.